# Pehr Gustaf Cederschjöld
Pehr Gustaf Cederschjöld, född 4 september 1782 i Sjösås församling i Kronobergs län, död 12 februari 1848 i Klara församling i Stockholm, var en svensk läkare, professor och politisk skriftställare.

## Biografi
Pehr Gustaf Cederschjöld var son till Staffan Casper Cederschiöld (yngre grenen i adelsätten Cederschiöld), som var kvartermästare vid Adelsfanan, och dennes hustru Anna Plantina Laurell, samt bror till Fredrik Johan Cederschiöld.
Cederschjöld blev student vid Lunds universitet 1798, medicine doktor 1809, prosektor i anatomi 1811 och året därpå kirurgie magister. År 1813 flyttade han till Stockholm där han blev extra ordinarie professor i obstetrik vid Karolinska institutet. År 1822 blev han ordinarie professor där och direktör för Allmänna barnbördshuset. Som överläkare där vidtog han framsynta och framgångsrika åtgärder för att bekämpa barnsängsfeber. Han isolerade till exempel de barnsängsfebersjuka på en särskild avdelning, och varje barnsängskvinna sköttes med rengöringsmaterial, som var avsett uteslutande för hennes eget behov. Han visade också stort intresse för barnmorskeutbildning och skrev flera handböcker i ämnet. Det bör dock påpekas att dessa tydligt visar att läran om händernas rengöring och desinfektion för barnsängsfeberns bekämpande bland samtidens obstetriker ännu inte fått den centrala plats i kampen mot denna sjukdom, som den sedermera vann tack vare ungraren Ignaz Semmelweiss arbeten.
Han var även mycket aktiv som politisk författare, riksdagsman och statsrevisor. År 1830 blev han ledamot av Vetenskapsakademien och han var även ledamot av flera andra lärda samfund.
Han gifte sig med Cordelia von Wedderkop och de fick sonen Fredrik August Cederschjöld.